# 外村倫子
外村 倫子（とむら のりこ、1970年3月12日 - ）は、日本のフリーアナウンサー。

## 来歴
長崎県長崎市出身。長崎県立長崎西高等学校、福岡大学人文学部卒業。1992年に住友商事に入社。金属部門の社員として1995年6月末付迄勤務。その後、1996年4月、NHK長崎放送局の契約キャスターとして入局。1999年3月末で契約期間満了となり、同年4月NIB長崎国際テレビに番組契約の社員として入社。主に夕方のニュース番組を担当してきた。2011年9月にそのニュース番組『NIB news every.』を降板し、同年10月末付けにて長崎国際テレビを退社。その後、上京しmmbiに移籍し、編成統括部で編成企画を担当していた。しかし、NOTTVのサービス終了に伴いmmbiは会社自体解散に伴い、外村は結果的に退社。その後、フリーアナウンサーとしての仕事を受け活動を再開している。

## 出演番組

### 過去
- イブニングワイドながさき（NHK長崎）
- 月刊!ジョセイメセン（NHKBS1） - 2017年6月25日
- ドラマスペシャル 68歳の新入社員（関西テレビ）※キャスター役 - 2018年6月12日

#### 長崎国際テレビ時代
- NNN Newsリアルタイム （2006年4月3日 - 2010年3月26日）
- NIB news every.（水・木・金、2010年3月29日 - 2011年9月30日）
- 24時間テレビ 「愛は地球を救う」（長崎ローカルパート）
- 神はサイコロを振らない （日本テレビ） - 2006年1月14日
- ミヤネVS美男美女アナ NGハプニング感謝祭（日本テレビ） - 2010年3月21日※長崎国際テレビ代表